# Mickeymousing
En animació, el “mickeymousing” és una tècnica que sincronitza la música d'acompanyament amb les accions en pantalla i les reforça imitant exactament el seu ritme. El terme prové de les primeres produccions de Walt Disney on la música es treballava gairebé en la seva totalitat per imitar els moviments d'animació dels personatges. El primer ús conegut de mickeymousing va ser en Steamboat Willie (1928), el primer curtmetratge de Mickey Mouse de Walt Disney, amb la música de Carl Stalling (1888-1974). Les composicions de Stalling van acompanyar a Mickey Mouse, i a alguns dels seus primers companys, i fou un dels primers grans col·laboradors de Walt Disney, que també va posar la música a bona part de la famosa sèrie de curtmetratges sobre faules titulada Silly Symphonies, la primera de les quals va ser The Skeleton Dance (1929), i en color, Flowers and Trees (1932).
A aquests primers músics de la productora, possiblement a Carl Stalling, es deu la creació del denominat efecte mickeymousing que consisteix a descriure el que succeeix a través de la imitació musical. Per exemple, quan veiem el ratolí baixant per una escala, escoltem, a cada pas que dona sobre un esglaó, el so articulat d'un tambor. Es tracta doncs, d'una música descriptiva que el cinema d'animació ha utilitzat en gran manera i que inclús el cinema, principalment, clàssic de ficció també ho ha emprat en moltes ocasions. Un exemple es troba en la seqüència de l'assaltament en el bosc de Sherwood de Robin Hood i els seus afins sobre les tropes de Sir Guy de Gisbourne a Les aventures de Robin Hood (1938).
Freqüentment utilitzat en el 1930 i 1940, avui en dia està d'alguna manera desacreditat, almenys en pel·lícules serioses, a causa del sobre ús que se n'ha fet. Tot i això, encara pot ser efectiu si s'utilitza de manera imaginativa. Aquesta tècnica juntament amb la sincronització ajuda a estructurar l'experiència del visionat, a indicar quants esdeveniments haurien d'impactar a l'espectador i a oferir informació que no està present en pantalla.
Normalment és l'acció animada la que està sincronitzada a la peça musical. Sobretot quan la música és un clàssic o una altra peça coneguda. En tals casos, la música per a l'animació és preenregistrada i un animador disposa d'un full d'exposició amb els ritmes marcats, fotograma a fotograma, ja que d'aquesta manera pot cronometrar els moviments consegüentment.

## Crítiques
El terme "Mickey Mousing" també s'utilitza com a despectiu per implicar que una tècnica utilitzada en produccions dirigides als adults és massa simplista i més apropiat per a un públic juvenil. La tècnica també està associada amb el melodrama. La tècnica és criticada per l'acció visual que és, sense raó, duplicar-se en la música o el text que acompanya, per tant, és una debilitat de la producció més que no pas una força. Newlin enumera sis funcions més en que la música no es pot fer servir tampoc a part d'aquesta. Les queixes sobre la tècnica es poden trobar tan aviat com en 1946, quan Chuck Jones es va queixar d'això: "Per alguna raó, molts músics de dibuixos animats estan més preocupats per la sincronització exacta o "Mickey-Mousing" que amb l'originalitat de la seva contribució o la varietat de la seva arranjament ". En 1954, Jean Cocteau va descriure Mickey Mousing com la tècnica més vulgar utilitzada en la música del cinema. El 1958, Hanns Eisler va descriure Mickey Mousing com "Aquesta horrible tècnica de la il·lustració wagneriana: quan parlen d'un gos, algú de l'orquestra es va ladrando... per amor, tenim els violins divis en Mi major... Això és insuportable".
"És interessant que Mickey Mousing hagi representat els pitjors excessos de les pel·lícula de Hollywood. Potser com a espectadors contemporanis ja no estem acostumats a Mickey Mousing en pel·lícules (el seu ús es va reduir radicalment en els anys cinquanta i després). Al captar-se cada moment amb la música té un equivalent visual, i el Mickey Mousing ha estat fent-se càrrec de les crítiques per una excessiva obessitat que només crea parcialment "